# Covelo (Galiza)

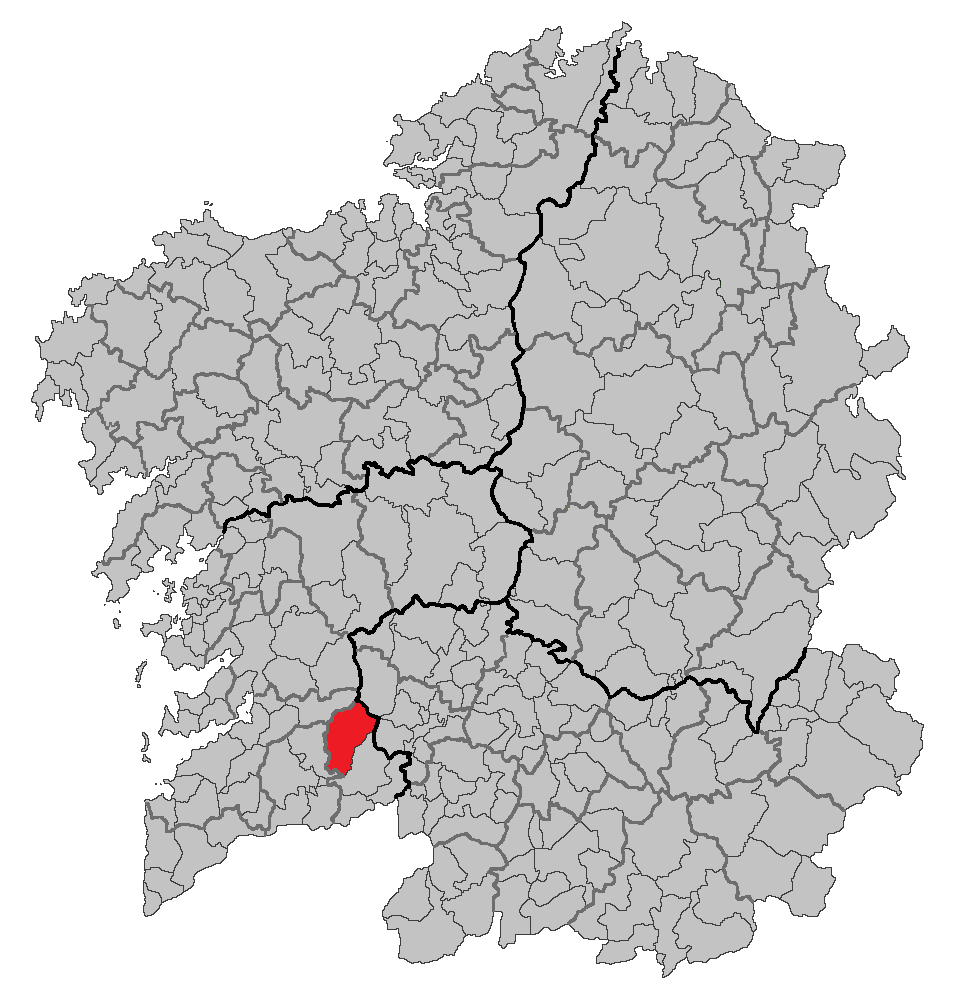
Localização de Covelo (Espanha)

O Covelo é um município da Espanha na província de Pontevedra, comunidade autónoma da Galiza, de área 124 km² com população de 3730 habitantes (2004) e densidade populacional de 29,68 hab/km².

## Demografia
| Variação demográfica do município entre 1991 e 2004 | Variação demográfica do município entre 1991 e 2004 | Variação demográfica do município entre 1991 e 2004 | Variação demográfica do município entre 1991 e 2004 |
| --------------------------------------------------- | --------------------------------------------------- | --------------------------------------------------- | --------------------------------------------------- |
| 1991                                                | 1996                                                | 2001                                                | 2004                                                |
| 4440                                                | 4501                                                | 3743                                                | 3730                                                |